# Радхаштами
Радха́штами — индуистский вайшнавский праздник, день явления Радхарани, вечной возлюбленной Кришны. Примерно 5000 лет назад она низошла как дочь Вришабхану Махараджа в деревне Равал спустя две недели после явления Кришны.
Радхарани особенна тем, что она — лучшая преданная Кришны. Поэтому Кришна любит её больше всех. На Радхаштами преданные, которые желают обрести милость Кришны, просят её даровать им преданность её возлюбленному Кришне, зная, что если им удастся снискать её благосклонность, то и Кришна будет доволен ими.

## Проведение
Во время Радхаштами проводятся даршан божеств в новых нарядах, лекции на духовные темы, киртаны, бхаджаны, маха-абхишека, маха-арати и предложение сотен различных блюд Кришне и Радхе.
В этот день Радхе предлагается новый наряд, а храм украшают огромным количеством цветов и гирлянд. Во время утренней лекции по Бхагаватам Радху прославляют, повествуют о её качествах и деяниях. В полдень проводят маха-абхишеку, используют различные благоприятные субстанции (такие как йогурт, сок, мед и т. д.) и множество цветов. Преданные на кухне божеств готовят сотни различных блюд. После абхишеки предлагают бхогу и проводят маха-арати. преданные постятся до полудня, а после наслаждаются трансцендентным пиром.